# تأثير المخدرات المؤدي إلى التعاطي
تأثير المخدرات المؤدية إلى التعاطي (يسمى ايضاً نظرية الانطلاق، فرضية التصعيد، أو فرضية التقدم) هو شعار شامل للتأثير الملحوظ في كثير من الأحيان وهو ارتباط استخدام المخدر ذو التأثير النفسي بزيادة احتمال استخدام المزيد من المخدرات. إن الأسباب المحتملة هي تغيرات بيولوجية في الدماغ بسبب مخدر سابق ومواقف مماثلة لمتعاطي المخدرات المختلفة (احتمالات شائعة للإدمان).

## سياق الاستخدام الأول
المفهوم العام
إن مفهوم المخدرات المؤدية إلى التعاطي يعتمد على الملاحظات التي تدل أن سياق الاستخدام الأول للعقاقير المختلفة ليس عشوائيًا. إنه يحدد الاتجاهات. وبناءَ على أساس التقنيات المعمول بها للدراسات المطولة انه يمكن وصف هذه الاتجاهات بدقة من حيث الاحتمالات الإحصائية. أما بالنسبة إلى تفسير الاتجاهات الملحوظة، من المهم التأكيد على الفرق بين السياق والسببية. من الممكن أن يقترن كلاهما ببعضهما – لكن ليس بالضرورة-، وهذه الإمكانية هي موضوع لمزيد من الابحاث، على سبيل المثال، من خلال التجارب الفسيولوجية
أمثلة على الاتجاهات
قُدِّر الاحتمال لاستخدام مخدرات مختلفة غير قانونية بنسبة 44.7 ٪ من عينة تتكون من 6,624 شخصًا لم يستخدموا مخدرات أخرى غير قانونية قبل استهلاكهم للحشيش. أظهرت احصائيات المجموعة الفرعية أن الظروف الشخصية والاجتماعية، مثل الجنس، العمر، الحالة الاجتماعية، الامراض العقلية، تاريخ العائلة في تعاطي المخدرات، تداخل قنوات توزيع المخدرات غير القانونية، اضطراب تعاطي الكحول، الاعتماد على النيكوتين، العِرق، والتحصيل العلمي، جميع هذه الظروف تأثر على ارتفاع احتمالات التعاطي.
أظهرت دراسة عن تعاطي المخدرات لـ 14,577 طالبًا في الصف الثاني عشر في الولايات المتحدة أن شرب الكحول مرتبط بزيادة احتمال استهلاك التبغ والحشيش وغيرها من المخدرات الغير قانونية. تشير الدراسات أن استعمال الدخان الإلكتروني هو وسيلة ابتدائية للوصول إلى الدخان التقليدي والحشيش.
أظهرت دراسات مطولة واسعة النطاق في المملكة المتحدة ونيوزيلندا بين عامي 2015 و 2017 وجود ارتباط بين تدخين الحشيش وبين زيادة احتمال استهلاك مخدرات أخرى بشكل مضطرب في المستقبل.
الطلاب الذين يستهلكون مشروبات الطاقة المشبعة بالكافيين بانتظام لديهم خطر أكبر للإصابة باضطراب تعاطي الكحول، استخدام الكوكايين وأيضاَ إساءة استهلاك المنشطات الطبية. تظل المخاطر مرتفعة حتى بعد الأخذ بعين الاعتبار التعاطي سابقاَ وعوامل الخطر الأخرى.
توصل التحليل البعدي لعام 2018 إلى استنتاج يفيد أن استخدام السجائر الإلكترونية يزيد من خطر الاستخدام اللاحق للسجائر التقليدية.

## الاتحادات بجانب الاستخدام الأول
إن دور تدخين الحشيش وارتباطه بتعاطي الكحول واضطراب تعاطي الكحول ليس مفهوماَ كلياَ. بعض الدراسات تشير إلى نجاح أفضل لعلاج شرب الكحول بشكل أفضل للذين يدخنون الحشيش، بينما تنقض ذلك دراسات أخرى.
اتضح في مراجعة حديثة لـ 39 بحث درس فيه العلاقة بين تعاطي الحشيش وتعاطي الكحول، أن 16 دراسة تدعم فكرة أن الحشيش والكحول بدائل لبعضهما البعض، 10 دراسات وجدت أنهم مكملات لبعضهم، 12 دراسة وجدت أنهم ليسوا مكملات ولا بدائل، ووجدت دراسة واحدة أنها كلا الأمرين.
هناك دراسة تتضمن بيانات تم الإبلاغ عنها ذاتيًا من عينة من 27461 شخصًا تتضمن علاقة بين تدخين الحشيش واضطراب استخدام الكحول. لم يكن لدى هؤلاء الأشخاص تشخيص مسبق باضطراب استخدام الكحول. من بين هؤلاء الـ 27,461 شخصًا، أبلغ 160 عن تدخين الحشيش خلال العام الماضي. في نهاية فترة ثلاث سنوات، وُجِدَ أن أولئك الذين أبلغوا سابقًا عن تدخين الحشيش كانت احتمالية تشخيصهم باضطراب استخدام الكحول أكبر بخمسة أضعاف. بعد تعديل المحيرات المختارة (العمر والعرق والحالة الاجتماعية والدخل والتعليم)، انخفضت هذه الاحتمالات إلى ضعفين. شملت عينة أخرى من البيانات المبلغ عنها ذاتيا من 2121 شخص فقط من الذين تم تشخيصهم باضطراب استخدام الكحول. في هذه العينة، وجد أن أولئك الذين أبلغوا عن تدخين الحشيش في العام الماضي (416 شخصًا) ارتبطوا باحتمال أكبر بـ 1.7 مرة للإصابة باضطراب استخدام الكحول بعد ثلاث سنوات. بعد تعديل نفس المحيرات السابقة، تم تخفيض هذه الاحتمالات إلى 1.3.

## الأسباب
نظرًا لأن سياق الاستخدام الأول يمكن أن يشير إلى احتمالية فقط - وليس حقيقة- علاقة سببية مخفية، تم تطوير نظريات مختلفة تتعلق بالاتجاهات التي تمت معاينتها. يسيطر مفهومان على المناقشة العلمية (حالة عام 2016). يبدوا أن هذين المفهومين يغطيان تقريبًا جميع الروابط السببية المحتملة إذا تم دمجهما بشكل مناسب، وهم نظريات التغيرات البيولوجية التي تحدث في الدماغ بسبب استهلاك المخدرات في وقت سابق، ونظرية المواقف المماثلة عبر المخدرات المختلفة.

### تعديلات في الدماغ
تم حقن الجرذان الصغيرة مرارًا مع رباعي هيدروكانابينول الذي زاد من التصنيع الذاتي للهيروين (تستند النتائج إلى 11 ذكور الفئران و> 50 ذكور الفئران)، والمورفين (الدراسة مبنية على 12 ذكور الفئران) وكذلك النيكوتين (34 الفئران). كانت هناك مؤشرات مباشرة على أن التغيير يتألف من تغييرات تشريحية دائمة في نظام المكافأة في الدماغ. بما أن نظام المكافأة متطابق تشريحيا وفسيولوجيا ووظيفيا تقريبا في الثدييات، فإن أهمية نتائج الدراسات الحيوانية لنظام المكافأة في الدماغ البشري فيما يتعلق بالمسؤولية تجاه استهلاك المزيد من المخدرات تمت الإشارة إليها في العديد من المراجعات.
في الفئران، زاد النيكوتين من احتمالية استهلاك الكوكايين لاحقاً، وكشفت التجارب نتائج محسوسة حول التغيير البيولوجي الجزيئي في الدماغ. تتوافق التغيرات البيولوجية في الفئران مع الملاحظات الوبائية لدى البشر، بأن استهلاك النيكوتين يقترن بزيادة احتمال تدخين الحشيش والكوكايين والمخدرات الأخرى لاحقًا.
في الفئران زاد الكحول من احتمالية الإدمان في المستقبل للكوكايين وتم اكتشاف التغييرات الأخرى في نظام المكافأة مجدداً. وبالتالي فإن هذه الملاحظات تتوافق مع النتائج الوبائية التي تفيد بأن استهلاك الكحول في البشر يقترن بخطر متزايد لاحقًا للانتقال من تعاطي الكوكايين فقط إلى إدمان الكوكايين.
أظهرت الدراسات التي أجريت على الحيوانات المُسيطر عليها وعلى الإنسان أن شرب الكافيين (أو مشروبات الطاقة) ومزجه مع الكحول يزيد من الرغبة في استهلاك الكحول بقوة أكبر من شرب الكحول وحده. هذه النتائج التي وجدت تتوافق مع البيانات الوبائية التي أظهرت أن مستهلكي مشروبات الطاقة بشكل عام يميلون لتناول الكحول والمخدرات الأخرى بشكل متزايد.
العوامل الشخصية والاجتماعية والجينية
وفقًا لمفهوم المواقف المتشابهة للأدوية المختلفة (المسبب الشائع للإدمان)، هناك عوامل شخصية واجتماعية وجينية وبيئية متعددة يمكن أن تؤدي عموماً إلى زيادة الاهتمام بالعديد من المخدرات. إن سياق الاستخدام الأول يعتمد على هذه العوامل. عندما يتم مخالفة سياق الاستخدام الأول للمخدرات، فهذا الأمر يؤيد هذه النظرية. على سبيل المثال، في اليابان، حيث تدخين الحشيش هو أمر غير شائع، 83.2٪ من متعاطي المخدرات غير القانونية لم يدخنوا الحشيش أولاً. حصل هذا المفهوم على دعم إضافي من خلال تحليل وراثي واسع النطاق أظهر أساسًا وراثيًا لربط انتشار تدخين السجائر وتدخين الحشيش خلال حياة الشخص.
قدمت نتائج دراسة على التوائم مؤشرات على أن العوامل البيئية الوراثية والعائلية لا تفسر هذه الارتباطات بشكل كامل، وربما تكون ذات صلة فقط بتسلسل بعض المخدرات. في دراسة على 219 توأم هولندي متطابق وغير متطابق من النفس الجنس، أبلغ أحد التوائم عن تدخين الحشيش قبل سن 18 عامًا بينما لم يفعل الآخر. في مجموعة الحشيش، كان معدل انتشار تعاطي المخدرات الحادة المُبلغ عنها مدى الحياة أعلى بأربع مرات، وكان معدل انتشار تعاطي العقاقير الحادة المُبلغ عنها مدى الحياة سبع مرات أعلى منه في مجموعة غير الحشيش. وصل المؤلفون إلى نتائج بأن هذه التأثيرات الأسرية على الأقل - التأثيرات الجينية والاجتماعية معاً - لا يمكنها تفسير الاختلافات. وأشارت الدراسة إلى أنه بالإضافة إلى الدور السببي المحتمل لتدخين الحشيش، يمكن أن تلعب عوامل البيئة غير المشتركة دورًا في الارتباط مثل اختلاف الانتماءات بين الأقران التي سبقت تدخين الحشيش.
فحصت دراسة أخرى على التوائم (510 توأم من نفس الجنس) ارتباط تدخين الحشيش في وقت سابق واستهلاك المخدرات القوية لاحقاً. كما في الدراسات الأخرى، فحصت الاختلافات في تعاطي المخدرات في المستقبل بين الأشقاء حيث دخن أحد الأشقاء الحشيش في وقت مبكر والآخر لم يفعل. فحصت هذه الدراسة توأمين متطابقين (يشتركان في 100٪ من جيناتهما تقريباً) وتوأمين غير متطابقين (يشتركان في 50٪ من جيناتهم تقريباً) بشكل منفصل وتم تعديلها لإضافة محيّر إضافي مثل تعاطي المخدرات مع الاصدقاء. بعد تعديل المحير، وجد أن ارتباط تعاطي المخدرات القوية في وقت لاحق كانت موجودة فقط  في التوائم الغير متطابقة. هذا يشير إلى وجود عامل وراثي كبير في احتمال تناول المخدرات القوية في المستقبل. الدراسة اقترحت أن لاستخدام الحشيش في تعاطي المخدرات القوية في وقت لاحق دور ضعيف، إذا كان له وجود على الإطلاق، وأن تناول الحشيش وتعاطي المخدرات القوية يشتركان في نفس العوامل المؤثرة مثل الوراثة والبيئة.

## التاريخ
في حين اشتهرت عبارة «المخدرات المؤدية إلى التعاطي» من قبل الناشطين المعارضين للمخدرات مثل روبرت دوبونت في الثمانينيات، كانت الأفكار الأساسية قد نوقشت بالفعل منذ ثلاثينيات القرن العشرين باستخدام عبارات مثل «نظرية حجر الأساس» أو «فرضية التصعيد» أو «فرضية التقدم».
تم تكثيف النقاش العلمي والسياسي منذ عام 1975 بعد نشر العديد من الدراسات المطولة من قبل دنيز كاندل.